# Liste der Kulturgüter in Unterengstringen
Die Liste der Kulturgüter in Unterengstringen  enthält alle Objekte in der Gemeinde Unterengstringen im Kanton Zürich, die gemäss der Haager Konvention zum Schutz von Kulturgut bei bewaffneten Konflikten, dem Bundesgesetz vom 20. Juni 2014 über den Schutz der Kulturgüter bei bewaffneten Konflikten sowie der Verordnung vom 29. Oktober 2014 über den Schutz der Kulturgüter bei bewaffneten Konflikten unter Schutz stehen.
Objekte der Kategorien A und B sind vollständig in der Liste enthalten, Objekte der Kategorie C fehlen zurzeit (Stand: 1. Januar 2023). Unter übrige Baudenkmäler sind weitere geschützte Objekte zu finden, die im Verzeichnis der Objekte von überkommunaler Bedeutung der kantonalen Denkmalpflege zu finden und nicht bereits in der Liste der Kulturgüter enthalten sind.

## Kulturgüter
| Foto |                                                                                | Objekt                                                                  | Kat. | Typ | Standort                                   | Beschreibung |
| ---- | ------------------------------------------------------------------------------ | ----------------------------------------------------------------------- | ---- | --- | ------------------------------------------ | ------------ |
| ja   | Datei hochladen · Wikidata zu Ruine Glanzenberg (Q1404210)                     | Glanzenberg, mittelalterliche Stadtwüstung und Burgruine KGS-Nr.: 09718 | A    | F   | 673801 / 250600                            |              |
| ja   | Datei hochladen · Wikidata zu Schanz, neuzeitliche Schanzen (Q29574258)        | Schanz, neuzeitliche Schanzen KGS-Nr.: 09719                            | A    | F   | 673500 / 250650                            |              |
| ja   | Datei hochladen · Wikidata zu Landhaus Sparrenberg mit Nebenbauten (Q29933160) | Landhaus Sparrenberg mit Nebenbauten KGS-Nr.: 12696                     | B    | G   | Sparrenbergstrasse 9, 9a–c 676497 / 252289 |              |

## Übrige Baudenkmäler
| ID       | Foto |                 | Objekt                                                         | Kat.    | Typ | Standort                              | Beschreibung |
| -------- | ---- | --------------- | -------------------------------------------------------------- | ------- | --- | ------------------------------------- | ------------ |
| 24900001 | ja   | Datei hochladen | Landhaus Sonnenberg mit Gartenanlage                           | B reg.  | G   | Sonnenbergstrasse 1 677042 / 252051   |              |
| 24900002 | ja   | Datei hochladen | Landhaus Sonnenberg, ehemaliges Gärtnerhaus                    | B reg.  | G   | Sonnenbergstrasse 2 677070 / 252062   |              |
| 24900003 | ja   | Datei hochladen | Landhaus Sonnenberg, ehemaliges Pächterhaus                    | B reg.  | G   | Sonnenbergstrasse 3 677032 / 252076   |              |
| 24900006 | ja   | Datei hochladen | Landhaus Sonnenberg, Scheune                                   | B reg.  | G   | Sonnenbergstrasse 6 677089 / 252098   |              |
| 24900008 | ja   | Datei hochladen | Landhaus zur Weid, Ortsmuseum                                  | B reg.  | G   | Weidstrasse 13 676785 / 252022        |              |
| 24900011 | ja   | Datei hochladen | Landhaus Sparrenberg, ehemaliges Ökonomiegebäude               | B kant. | G   | Sparrenbergstrasse 9 676523 / 252286  |              |
| 24900013 | ja   | Datei hochladen | Landhaus Sparrenberg, ehemaliger Speicher / Trotte / Waschhaus | B kant. | G   | Sparrenbergstrasse 9b 676501 / 252308 |              |
| 24900014 | ja   | Datei hochladen | Landhaus Sparrenberg, ehemaliges Ökonomiegebäude               | B kant. | G   | Sparrenbergstrasse 9a 676473 / 252305 |              |
| 24900059 | ja   | Datei hochladen | erste Schule 1789 im Lehrerwohnhaus                            | C       | G   | Dorfstrasse 49–51 675834 / 251609     |              |
| 24900061 | ja   | Datei hochladen | erste Schule, Schopf                                           | C       | G   | Dorfstrasse 49-51 675822 / 251602     |              |
| 24900066 | ja   | Datei hochladen | Kloster Fahr, ehemaliges Fährhaus / Klosterschmiede            | B reg.  | G   | Chlosterstrasse 66 675616 / 251176    |              |
| 24900067 | ja   | Datei hochladen | Kloster Fahr, ehemaliger Meierhof                              | C       | G   | Chlosterstrasse 53 675380 / 251332    |              |

Legende: Im Wesentlichen siehe Legende der Liste der Kulturgüter von nationaler und regionaler Bedeutung, mit folgenden Ausnahmen:
- Anstelle der KGS-Nummer wird als Objekt-Identifikator (ID) die Inventarnummer im Verzeichnis der Objekte von überkommunaler Bedeutung des kantonalen Denkmalschutzamtes verwendet.
- Bei den Kategorien wird wie folgt unterschieden: B kant. = Objekt von kantonaler Bedeutung (Kanton Zürich); B reg. = Objekt von regionaler Bedeutung (Kanton Zürich).